# Aethiopodillo sulcata
Aethiopodillo sulcata är en kräftdjursart som beskrevs av Karl Wilhelm Verhoeff 1942. Aethiopodillo sulcata ingår i släktet Aethiopodillo och familjen Armadillidae. Inga underarter finns listade i Catalogue of Life.